# Scytalopus vicinior
Scytalopus vicinior е вид птица от семейство Rhinocryptidae.

## Разпространение
Видът е разпространен в Еквадор и Колумбия.